# August Wilhelm von Hofmann
August Wilhelm von Hofmann (8 tháng 4 năm 1818 ở Giessen - ngày 5 tháng 5 năm 1892 ở Berlin) là nhà hóa học người Đức và là nhà tiên phong quan trọng trong việc nghiên cứu thuốc nhuộm anilin ở Anh và Đức. Ông đã phát triển một loạt các phương pháp chuyển đổi quan trọng trong hóa học hữu cơ và thành lập Hội Hóa học Đức.

## Cuộc sống và công việc

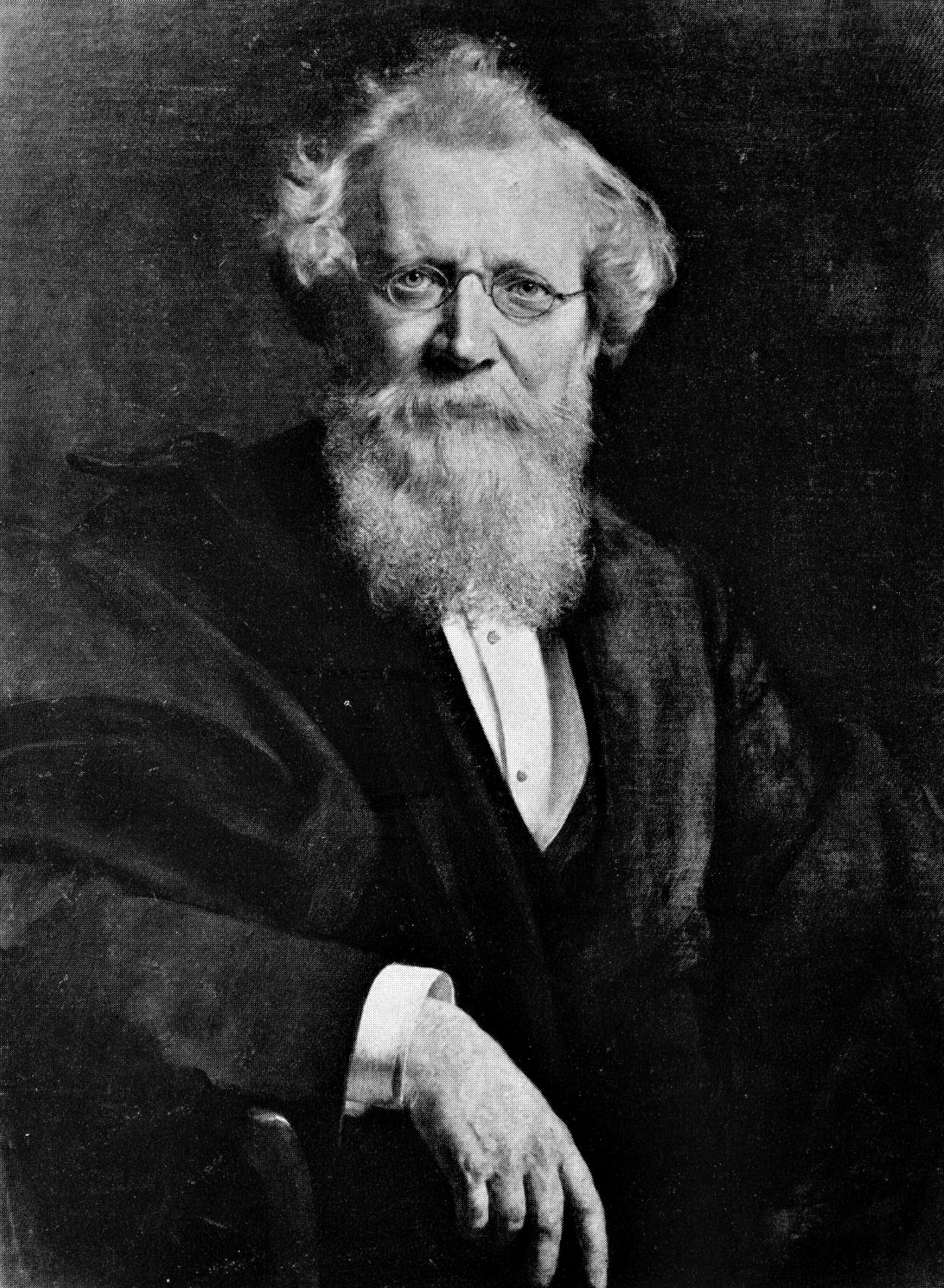
August Wilhelm von Hofmann, tranh của Heinrich von Angeli

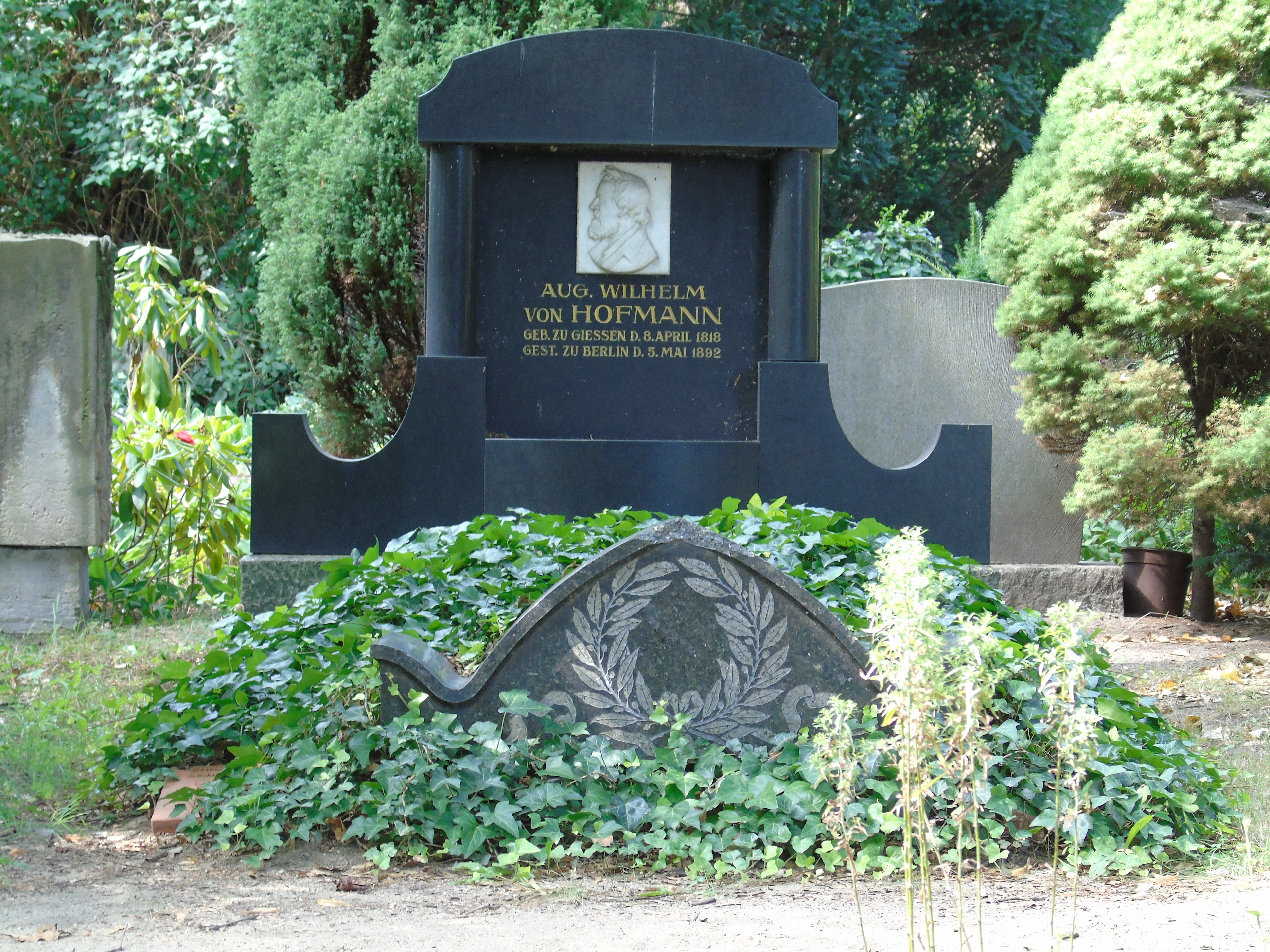
Phần mộ của ông trong nghĩa trang Dorotheenstadt

Cha của Hofmann là một kiến trúc sư và đã xây dựng phòng thí nghiệm cho Justus von Liebig.
August Wilhelm Hofmann đầu tiên học luật tại Giessen, nhưng đã thay đổi hướng nghiên cứu của mình khi ông tham dự các bài giảng hóa học của Justus von Liebig năm 1836. Hofmann trở thành trợ lý của Liebig và nhận bằng tiến sĩ năm 1841 với một luận án về phân tích hóa học các base hữu cơ trong than đá (Chemische Untersuchung der organischen Basen im Steinkohlenteer).Các nghiên cứu đầu tiên của Hofmann đã giải quyết vấn đề thanh lọc và phân tích than anilin (kyanol) và quinolin (leuco). Sau khi làm trợ giảng vào năm 1845 tại Giessen, ông đã làm giảng viên về hóa học tại Đại học Bonn.
Tuy nhiên, theo đề nghị của Liebig và theo yêu cầu của hoàng tử Anh -hoàng tử Albert, ông đã đảm nhiệm chức vụ giáo sư tại Viện Hoá học của trường Hoàng gia ở Luân Đôn trong cùng năm đó. Ông làm giáo sư tại Luân Đôn kéo dài 20 năm, nhiều người trong số những sinh viên của ông sau này trở thành nhân vật rất quan trọng trong lĩnh vực thuốc nhuộm (William Henry Perkin, William Crookes, Carl Alexander von Martius, Peter Griess, Charles Blachford Mansfield (1819-1855), Sir Frederick Abel, Edward Chambers Nicholson (1827-1890)). Ông và các sinh viên của ông là những người tiên phong trong việc phát triển và thương mại hoá hóa học thuốc nhuộm cho nhuộm tơ. Dầu hắc trước đây chỉ là một phụ phẩm vô giá trị của khai thác than cốc, nhưng sau đó trở thành nguyên liệu chính cho hóa học hữu cơ công nghiệp.
Ông được ủy nhiệm thành lập trường Cao đẳng Hóa học ở Luân Đôn và ông đã đào tạo rất nhiều nhà hóa học Anh và Đức. Victoria của Anh (Vương quốc Anh) cũng đã đến nghe các bài giảng của Hofmann. Bà vẫn khâm phục Hofmann và chắc chắn rằng ông sau đó được tôn sùng và một bức tượng bán thân của ông (bên cạnh bức tượng Victoria) được đặt tại cổng Brandenburg. Hofmann liên quan đến việc chuẩn bị cho Triển lãm Thế giới năm 1851 và Triển lãm Thế giới năm 1862 ở Luân Đôn.
Từ năm 1845 Hofmann là thành viên của Hiệp hội Hóa học, Hiệp hội Hoá học được thành lập ở Luân Đôn vào năm 1841, từ năm 1847 đến năm 1861, ông là thư ký ngoại quốc, từ năm 1861 đến năm 1863 ông là chủ tịch (điều hành) và cuối cùng là phó chủ tịch năm 1863. Ông thông thạo bốn thứ tiếng và từ năm 1851 đến năm 1864, ông biên tập tạp chí tiếng Anh của Hiệp hội Hoá học. Ông cũng đã công bố một số kết quả nghiên cứu của mình trong cuốn Liebig của Đức Biên niên sử Hóa học và Dược phẩm.
Sau cái chết của Hoàng tử Anh, ông đã nhận được một lời mời đến Đại học Bonn năm 1863 và họ đã xây lại lâu đài Poppelsdorf. Nhưng cuối cùng, Hofmann từ chối lời mời đến Đại học Bonn và thay vào đó chấp nhận lời mời đến Đại học Humboldt Berlin được xây dựng lại năm 1864. Từ tháng 5 năm 1865 ông đã tổ chức 34-36 bài giảng về hóa học vô cơ và hữu cơ. Ông ở lại Berlin cho đến khi qua đời vào năm 1892.
Ông minh hoạ hóa học thông qua các thí nghiệm đương đại, phát triển bộ máy phân hủy Hofmann và viết một cuốn sách giáo khoa về hóa học.
Hofmann đã thành lập Hội Hóa học Đức ở Berlin năm 1867 cùng với Adolf Baeyer, C.A Martius, C. Scheibler và E. Schering, H. Wichelhaus, tương tự Hiệp hội Hóa học Anh. Các báo cáo của Hiệp hội Hoá học đã được gửi đến các thành viên và có thu phí cho các trường đại học; Hofmann đã viết hầu hết các bài viết của mình. Năm 1873 Hofmann được bầu làm thành viên của Leopoldina. Từ năm 1853, ông là thành viên của Học viện Khoa học Hoàng gia Phổ, từ năm 1855 ông ở Viện Khoa học Bavarian và từ năm 1860 ông nghiên cứu ở Học viện Khoa học Göttingen.
Giữa những năm 1870 và 1900 đã có nhiều tranh cãi về việc giáo dục các nhà hóa học ở Reich Đức. Số sinh viên tăng lên. Nhiều trường kỹ thuật theo định hướng thực hành đã được tạo ra. Quyền được dạy cho các trường đại học về khoa học ứng dụng phải được quyết định. Yêu cầu đầu vào cho nghiên cứu là khác nhau. Các đại diện của ngành muốn một cuộc kiểm tra của nhà nước, nghiên cứu thực tế hơn, giáo viên đại học muốn nhận được nghiên cứu miễn phí và kiểm tra nội bộ của trường đại học.
Hofmann đã có một bài giảng vào ngày 5 tháng 5 năm 1892, đã dẫn dắt một cuộc họp khoa và đã tiến hành hai kỳ thi tốt nghiệp của sinh viên. Lúc 9 giờ tối, ông rời khỏi trường đại học trong tâm trạng hân hoan. Sau bữa tối, ông cảm thấy không thoải mái, các bác sĩ đã đến nhưng không thể cứu ông, Hofmann đã qua đời.
Mộ phần của ông nằm trong nghĩa trang Dorotheenstadt.

## Nghiên cứu khoa học
Các nhà hóa học trước đó chỉ có phân tích nguyên tố, điểm nóng chảy, điểm sôi, chỉ số khúc xạ có sẵn để phân tích và tinh chế chất. Vào thời điểm đó, không có kiến thức về các công thức cấu trúc, luật hóa trị, kiến thức về các nhóm chức năng, các hoạt tính, hoặc khả năng liên kết. Những thứ này phải được nghĩ đến đầu tiên. Von Hofmann đã có nhiều nghiên cứu sinh người Anh và Đức đã hỗ trợ ông trong nghiên cứu. Hofmann được coi là một nhà tiên phong xuất sắc trong hóa học hữu cơ.
Trong nghiên cứu đầu tiên của ông vào năm 1843, Hofmann giải quyết các nhựa than đá. Ông xác định danh tính của anilin được tìm thấy từ axit anthranilic với chất kyanol của than đá. Bằng cách thêm thuốc thử hóa học (muối hypoclorơ) vào anilin, Hofmann tìm thấy các dung dịch có màu và tinh thể màu. Với axit clohidric, axit bromhydric, ông đã thay thế các nguyên tử hydro và do đó có thể khẳng định lý thuyết cơ bản của Jean Baptiste Dumas và Auguste Laurent. Hofmann đã phát triển tổng hợp anilin dựa trên benzen, vốn dồi dào trong nhựa than đá.
Hofmann mô tả lần đầu tiên chính xác quá trình việc chiết xuất benzen từ nhựa than đá và chuyển giao sản xuất Benzen Mansfield. Cùng với James Sheridan Muspratt, ông đã phát hiện ra toluidin, cùng với J. Blyth ông nghiên cứu styren và quá trình nitrat hóa của chúng được cải thiện (một hỗn hợp axit sulfuric đậm đặc và axit nitric, phương pháp nitrat phổ biến nhất hiện nay) có thể tạo ra 1,3-dinitrobenzen.

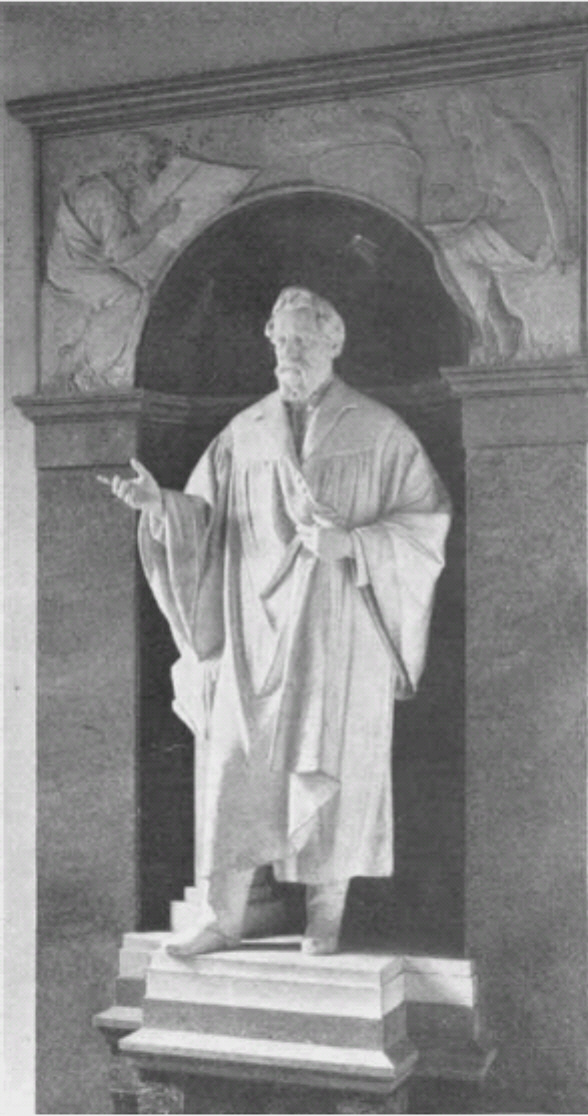
Đài tưởng niệm trong nhà Hofmann

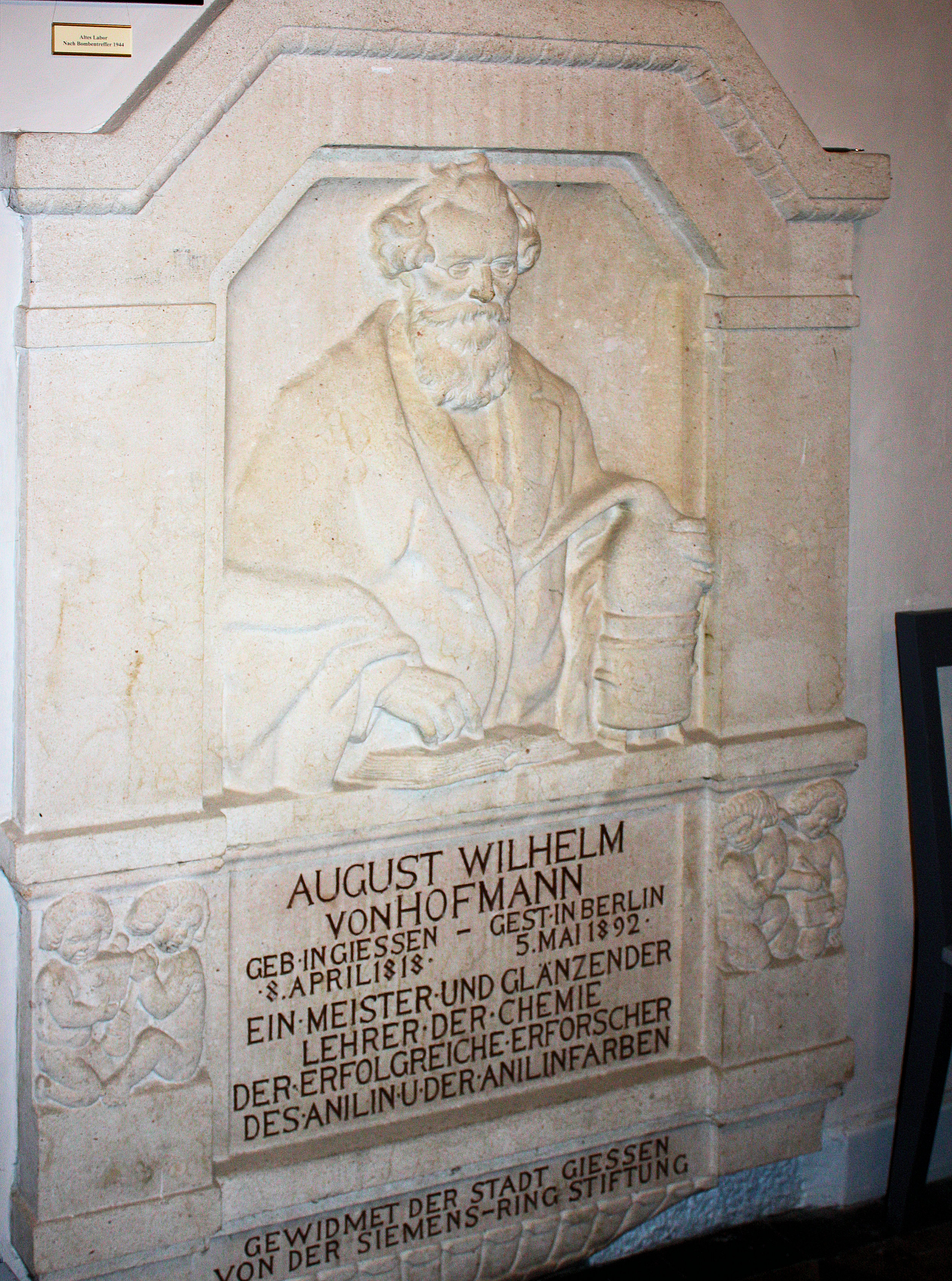
Bức hoạ kỷ niệm vào tháng 8 của Wilhelm von Hofmann, do Quỹ Nhẫn Kim nhẫn Siemens (* 1916) tài trợ và được công bố vào ngày 8 tháng 7 năm 1918 tại nơi sinh của ông, được tái tạo bởi Quỹ Werner-von-Siemens-Ring.

Hofmann nghiên cứu phản ứng của cyanogen chloride với anilin và khi phản ứng với các base hữu cơ, thu được các dẫn xuất urê của anilin hoặc diphenylguanidua.
Để có một sự hiểu biết sâu sắc hơn Hofmann khảo sát nhóm amino của anilin. Sau những nỗ lực không thành công để phản ứng phenol với anilin, Hofmann đã nghiên cứu phản ứng của anilin với etyl iodide. Ông đã tìm ra etylanilua và dietylanilua và sớm nghiên cứu phản ứng của etyl iodide với amonia. Trong trường hợp này, có thể thu được ba sản phẩm: monoetylamin, dietylamin và trietylamin. Hofmann đã có thể chỉ ra rằng ngoài cacbon và oxy, nguyên tử nitơ cũng có thể được thay thế bằng các gốc tự do hoặc các halogen. Ông ủng hộ lý thuyết thay thế của Jean-Baptiste Dumas.

## Vinh danh
Ông đã được trao Huân chương Hoàng gia năm 1854 bởi Royal Society và Huân chương Copley năm 1875. Năm 1877 ông được bầu vào Học viện Nghệ thuật và Khoa học Hoa Kỳ. Từ năm 1883, Hofmann đã là thành viên của Viện Pour le Mérite về Khoa học và Nghệ thuật.
Năm 1900, nhà Hofmann (số 4 Sigismundstrasse ở Berlin) được dựng lên để tôn vinh ông theo kế hoạch của Otto March và là trụ sở của Hiệp hội Hóa học Đức cho đến năm 1945. Để tài hỗ trợ cho "Hofmannhaus-Gesellschaft mbH" được thành lập vào năm 1898 với vốn cổ phần 600,000 Mk (từ các khoản đóng góp ngành công nghiệp).